# Fehér Tanács
A Fehér Tanács, más néven a Bölcsek Tanácsa J. R. R. Tolkien Középfölde-univerzumának egyik vezető szerve; egy gyűlés, amelyet Galadriel úrnő alapított meg azzal a céllal, hogy a Szabad Népek összefogásával legyőzzék Sauront. A tanács vezetőjének személye körül némi vita alakult ki, hiszen Galadriel Gandalfot pártolta, ám a tanács többi tagja Sarumannak szánta a vezető szerepet. Végül a többség győzött, a tanács vezetője Saruman lett. 
Legfőbb tagjai Saruman, Gandalf, Elrond és Galadriel voltak, de tagja volt még Radagast és Círdan is, és még néhány tünde.
A tanács első összeülésének időpontja a harmadkor 2463-dik éve. A következő fontosabb gyűlés időpontja 2851, amikor is Saruman, akit már ekkorra elcsábított az Egy Gyűrű utáni vágya, megakadályozta, hogy a tanács megtámadja Dol Guldurt, Sauron bakacsinerdei erődítményét. Viszont 90 év múlva már nem tudta megakadályozni Sauron mesterkedéseit, így a tanács beleegyezett a támadásba. A tanácsnak sikerült kiűznie Sauront Dol Guldurból, aki ekkor Mordorba menekült. Utolsó összeülésének éve hk. 2953. 
Saruman a Gyűrűháború idején elárulta a tanácsot, de nem sokkal később létezése egyébként is fölöslegessé vált: vereségét követően Sauron száműzetett a Semmibe és kezdetét vette a negyedkor, a tündék és a mágusok pedig elhagyták Középföldét és elkövetkezett az emberek ideje.